# Invasion bei Luperón
Die Invasion bei Luperón (spanisch Expedición de Luperón oder Desembarco en Luperón) war ein Versuch, im Jahr 1949 den Diktator der Dominikanischen Republik, Rafael Leónidas Trujillo Molina zu stürzen. Der Versuch einer Invasion im Küstenort Luperón scheiterte jedoch.

## Vorgeschichte
Die Dominikanische Republik wurde jahrzehntelang vom Diktator Rafael Leónidas Trujillo Molina beherrscht. Ganz allgemein beherrschte er das Land als private und lukrative Domäne seiner Familie und Günstlinge. Gegen die Unterdrückung gab es Widerstand.

## Verlauf der Invasion
Nachdem er kurz zuvor des Landes verwiesen worden war, organisierte Juan Rodríguez García mit Unterstützung der kubanischen Regierung und weiteren Helfern – so Juan Bosch, Juan Isidro Jiménez Grullón, General Miguel Angel Ramírez Alcántara, Diego Bordas, Horacio Julio Ornes – 1949 auf der Insel Cayo Confite nahe der Nordküste Kubas eine Invasion. Die Kräfte waren 1300 Mann stark, darunter viele Kubaner. 
Die Vorhut der Exil-Anti-Trujillistas landete am 19. Juli 1949 in der Bucht von Luperón an der Nordküste der Insel mittels eines Flugbootes PBY Catalina aus Guatemala. Die Gruppe wurde  von Horacio Ornes Coiscou angeführt. Weitere zwei Flugboote sollten in La Vega und in San Juan de la Maguana landen. Jenes unter dem Kommando von Juan Rodríguez geriet jedoch in einen Sturm und musste in Costa Rica notlanden, das andere unter Leitung von Miguel Angel Ramírez wurde bei einer Zwischenlandung zum Tanken in Cozumel (Mexiko) von den Behörden festgehalten. 
Eine Kontaktaufnahme mit lokalen Widerständlern in Puerto Plata scheiterte durch Gegenmaßnahmen des Diktators. Der Rückzug per Flugboot gelang nicht. Viele der Angreifer starben bei den Kämpfen oder wurden später hingerichtet. 
Die übriggebliebenen Teile der Gruppe bildeten danach die karibische Legion und das Ejercito de Liberation da America (ELA), welches später erneut eine Landung in Cayo Conflitea versuchte.